# Clásico Mexiquense
El Clásico Mexiquense fue un derbi disputado en el Estado de México entre el Club Deportivo Toluca y los Toros Neza; cuyo origen se encuentra en la rivalidad que existió entre el Deportivo Toluca y el Club Deportivo Coyotes Neza en la década de los 70 al ser ambos equipos del Estado de México.
Sus inicios se dieron durante 1978 cuando el Club de Fútbol Laguna fue vendido y trasladado a la ciudad de Nezahualcóyotl, Estado de México; sede estatal del Club Deportivo Toluca.
Fue celebrado durante 10 años hasta la desaparición de Coyotes Neza en 1988 cuando fue trasladado a Tamaulipas bajo el nombre de Correcaminos de la UAT. En 1988 en un intento por revivir a los Coyotes Neza; los Correcaminos regresaron a Ciudad Neza bajo el nombre de Potros Neza, no obstante el proyecto fracasaría y el equipo terminaría convirtiéndose en la filial del Club Atlante.
A pesar de la gran rivalidad que se tenía entre el Deportivo Toluca y los Deportivo Coyotes Neza, no fue hasta 1993 cuando surgió el Clásico Mexiquense tras el ascenso de la Universidad Tecnológica de Neza y la fundación de los Toros Neza.
La nueva rivalidad entre Toluca y Toros, que emulaba a la añeja rivalidad que existía entre el Deportivo Toluca y Coyotes Neza; resurgió con más fuerza, llegamdose a disputar la Copa Orgullosamente Mexiquense, la en una serie de 3 partidos ganados por el Deportivo Toluca en 1998.
La rivalidad permaneció hasta finales de la década de los 90; cuando el presidente y propietario de Toros, Juan Antonio Hernadez Venegas anuncia un cambio de sede que culminaría con la desaparición del equipo y por ende del Clásico Mexiquense hasta 2010 con la reaparición de los Toros Neza en la Liga de Ascenso.
En diciembre de 2010 el Grupo Salinas entonces propietario de Monarcas Morelia y Venados de Mérida anunció un intercambio de sedes entre los Venados y los Potros UTN, propiedad de Grupo Pegaso, adquiriendo la plaza de Ciudad Neza para fundar nuevamente a los míticos Toros Neza, aunque algún tiempo después, desafortunadamente, tras no conseguir el ascenso a primera división en 2013, sería nuevamente vendido, y esta vez reubicado a Ciudad del Carmen para convertirse en Delfines. Durante este periodo no hubo enfrentamientos de carácter oficial entre los Diablos y los Toros.

## Historial

### Deportivo Toluca vs Coyotes Neza
Las primeras ediciones del clásico mexiquense se disputaron entre el Deportivo Toluca y los Coyotes Neza entre 1978 y 1988, los resultados fueron los siguientes:
| N.º | TORNEO            | Fase    | Local            | L | V | Visitante        | Estadio      | Ganador |
| --- | ----------------- | ------- | ---------------- | - | - | ---------------- | ------------ | ------- |
| 1   | Temporada 1978/79 | Regular | Coyotes Neza     | 0 | 0 | Deportivo Toluca | Neza 86      | Empate  |
| 2   | Temporada 1978/79 | Regular | Deportivo Toluca | 3 | 1 | Coyotes Neza     | Nemesio Díez | Toluca  |
| 3   | Temporada 1979/80 | Regular | Coyotes Neza     | 0 | 0 | Deportivo Toluca | Neza 86      | Empate  |
| 4   | Temporada 1979/80 | Regular | Deportivo Toluca | 0 | 0 | Coyotes Neza     | Nemesio Díez | Empate  |
| 5   | Temporada 1980/81 | Regular | Deportivo Toluca | 0 | 0 | Coyotes Neza     | Nemesio Díez | Empate  |
| 6   | Temporada 1980/81 | Regular | Coyotes Neza     | 1 | 2 | Deportivo Toluca | Neza 86      | Toluca  |
| 7   | Temporada 1981/82 | Regular | Deportivo Toluca | 0 | 0 | Coyotes Neza     | Nemesio Díez | Empate  |
| 8   | Temporada 1981/82 | Regular | Coyotes Neza     | 0 | 0 | Deportivo Toluca | Neza 86      | Empate  |
| 9   | Temporada 1982/83 | Regular | Coyotes Neza     | 1 | 0 | Deportivo Toluca | Neza 86      | Coyotes |
| 10  | Temporada 1982/83 | Regular | Deportivo Toluca | 3 | 1 | Coyotes Neza     | Nemesio Díez | Toluca  |
| 11  | Temporada 1983/84 | Regular | Deportivo Toluca | 3 | 1 | Coyotes Neza     | Nemesio Díez | Toluca  |
| 12  | Temporada 1983/84 | Regular | Coyotes Neza     | 4 | 3 | Deportivo Toluca | Neza 86      | Coyotes |
| 13  | Temporada 1984/85 | Regular | Deportivo Toluca | 3 | 1 | Coyotes Neza     | Nemesio Díez | Toluca  |
| 14  | Temporada 1984/85 | Regular | Coyotes Neza     | 3 | 1 | Deportivo Toluca | Neza 86      | Coyotes |
| 15  | Temporada 1986/87 | Regular | Coyotes Neza     | 0 | 0 | Deportivo Toluca | Neza 86      | Empate  |
| 16  | Temporada 1986/87 | Regular | Deportivo Toluca | 1 | 0 | Coyotes Neza     | Nemesio Díez | Toluca  |
| 17  | Temporada 1987/88 | Regular | Coyotes Neza     | 2 | 0 | Deportivo Toluca | Neza 86      | Coyotes |
| 18  | Temporada 1987/88 | Regular | Deportivo Toluca | 2 | 1 | Coyotes Neza     | Nemesio Díez | Toluca  |

 * Se jugaron 18 partidos de los cuales el Deportivo Toluca ganó 7 encuentros, los Coyotes ganaron 4 y 7 juegos terminaron en empate. 

### Deportivo Toluca vs Toros Neza
La segunda edición del clásico mexiquense se disputó entre el Deportivo Toluca y los Toros Neza desde 1993 hasta el 2000 con la desaparición de los Toros Neza; los resultados fueron los siguientes:
| N.º | TORNEO               | Fase    | Local            | L | V | Visitante        | Estadio      | Ganador |
| --- | -------------------- | ------- | ---------------- | - | - | ---------------- | ------------ | ------- |
| 1   | Temporada 1993/94    | Regular | Deportivo Toluca | 1 | 2 | Toros Neza       | Nemesio Díez | Neza    |
| 2   | Temporada 1993/94    | Regular | Toros Neza       | 2 | 3 | Deportivo Toluca | Neza 86      | Toluca  |
| 3   | Temporada 1994/95    | Regular | Deportivo Toluca | 0 | 1 | Toros Neza       | Nemesio Díez | Neza    |
| 4   | Temporada 1994/95    | Regular | Toros Neza       | 3 | 1 | Deportivo Toluca | Neza 86      | Neza    |
| 5   | Temporada 1995/96    | Regular | Deportivo Toluca | 1 | 1 | Toros Neza       | Nemesio Díez | Empate  |
| 6   | Temporada 1995/96    | Regular | Toros Neza       | 1 | 2 | Deportivo Toluca | Neza 86      | Neza    |
| 7   | Torneo Invierno 1996 | Regular | Deportivo Toluca | 1 | 0 | Toros Neza       | Nemesio Díez | Toluca  |
| 8   | Torneo Verano 1997   | Regular | Toros Neza       | 2 | 1 | Deportivo Toluca | Neza 86      | Neza    |
| 9   | Torneo Invierno 1997 | Regular | Toros Neza       | 2 | 0 | Deportivo Toluca | Neza 86      | Neza    |
| 10  | Torneo Verano 1998   | Regular | Deportivo Toluca | 4 | 1 | Toros Neza       | Nemesio Díez | Toluca  |
| 11  | Torneo Invierno 1998 | Regular | Deportivo Toluca | 2 | 1 | Toros Neza       | Nemesio Díez | Toluca  |
| 12  | Torneo Verano 1999   | Regular | Toros Neza       | 1 | 6 | Deportivo Toluca | Neza 86      | Toluca  |
| 13  | Torneo Invierno 1999 | Regular | Deportivo Toluca | 6 | 1 | Toros Neza       | Nemesio Díez | Toluca  |
| 14  | Torneo Verano 2000   | Regular | Toros Neza       | 0 | 1 | Deportivo Toluca | Neza 86      | Toluca  |

* Se disputaron 14 encuentros, de los cuales el Deportivo Toluca ganó 7, Toros Neza 6 y 1 culminó en empate.

### Estadísticas
| Estadísticas  | Deportivo Toluca Fútbol Club | Coyotes/Toros Neza |   |
| ------------- | ---------------------------- | ------------------ | - |
| Ganados       | 14                           | 10                 |   |
| Empates       | 8                            | 8                  | 8 |
| Goles a Favor | 50                           | 34                 |   |